# Viskinge Sogn

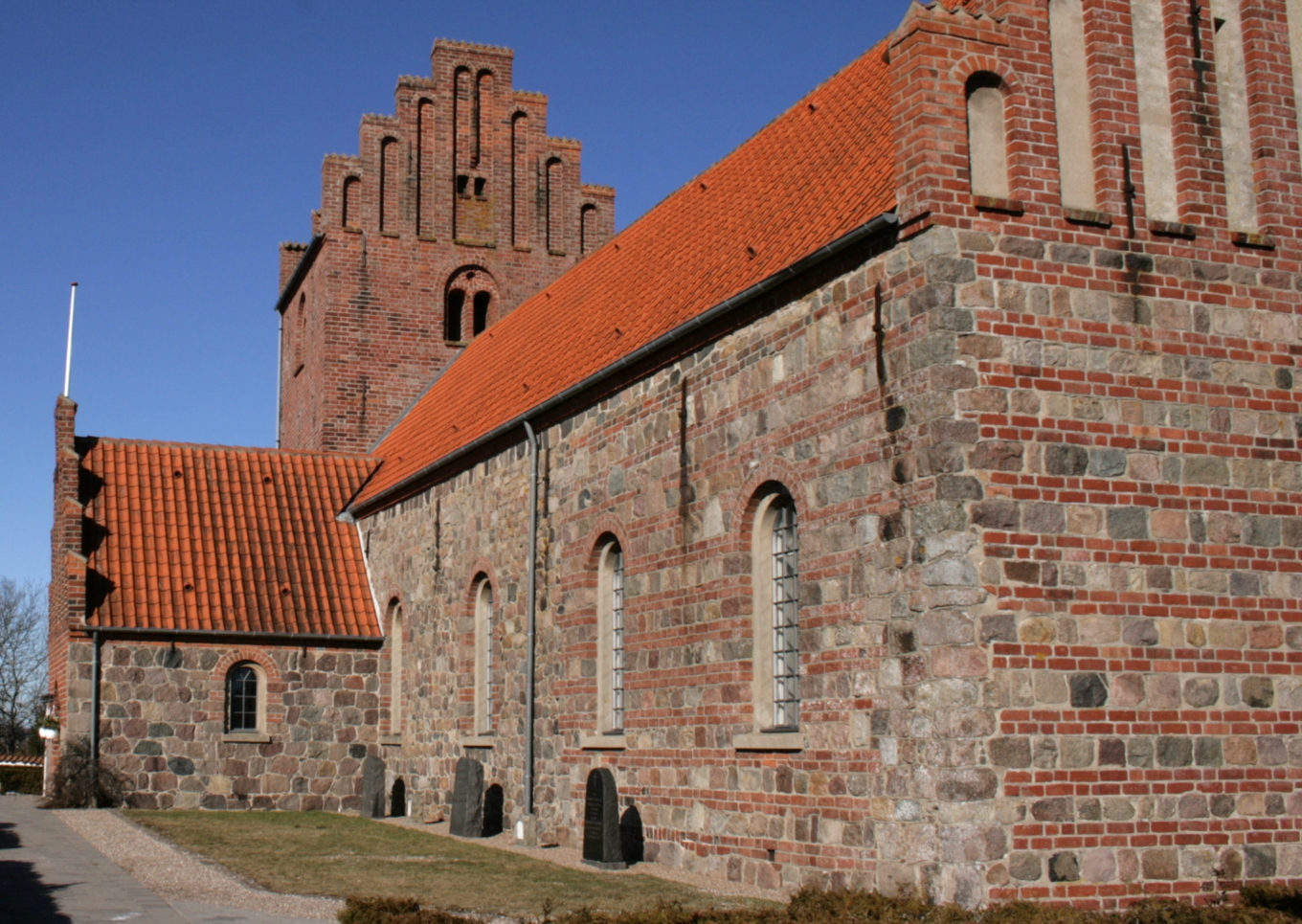
Viskinge Kirke

Viskinge Sogn ist eine ehemalige Kirchspielsgemeinde (dän.: Sogn) auf der dänischen Insel Seeland.
Bis 1970 gehörte sie zur Harde Skippinge Herred im damaligen Holbæk Amt, danach zur Bjergsted Kommune im Vestsjællands Amt, die wiederum im Zuge der Kommunalreform zum 1. Januar 2007 in der erweiterten Kalundborg Kommune in der Region Sjælland aufgegangen ist.
Am 1. Januar 2019 wurden Viskinge Sogn und Aunsø Sogn zum Viskinge-Avnsø Sogn zusammengelegt. („Avnsø“ schreibt sich tatsächlich anders als „Aunsø“.) Das bezieht sich nur auf die kirchlichen Belange. In ihrer Eigenschaft als Matrikelsogne, also als Grundbuchbezirke der Katasterbehörde Geodatastyrelsen, wirken sich seit Abschaffung der Hardenstruktur 1970 solche Änderungen nicht mehr aus.
Im Kirchspiel lebten am 1. Oktober 2018 1.768 Einwohner, die „Viskinge Kirke“ liegt auf dem Gebiet der Gemeinde.
Nachbargemeinden waren im Norden und Osten Bregninge Sogn, im Südosten Aunsø Sogn, im Südwesten Ubby Sogn und im Westen Værslev Sogn.